# Bray (Botswana)
Bray – wieś w Botswanie w dystrykcie Kgalagadi. Znajduje się we wschodniej części dystryktu, w pobliżu granicy z RPA. Według spisu ludności z 2001 roku wieś liczyła 899 mieszkańców.